# NGC 2655
NGC 2655 هي مجرة محدبة تقع في كوكبة الزرافة. تبعد حوالي مسافة 60 مليون سنة ضوئية من الأرض. NGC 2655 مجرة زايفرت والمجرة لديها ممرات الغبار غير المتماثلة في وسط المجرة والمد والجزر وغاز الهيدروجين وربما شهدت مؤخرا الاندماج. المجرة قد تكون قد خضعت لمزيد من عمليات الاندماج في الماضي. تم الكشف عن شريط ضعيف في الأشعة تحت الحمراء ويقدر قطر قرص المجرة ب 60 كيلوبايت 195,000 ly.
اكتشفها عالم الفلك ويليام هيرشيل في 26 سبتمبر 1802 ووصفها بأنها مشرقة جدا وكبيرة إلى حد كبير. لوحظ أحد المستعرات الأعظم في 2011 وهو من نوع مستعر أعظم نوع 1أ مع حجم 12,8.
NGC 2655 هو ألمع عضو في مجموعة NGC 2655 والتي تحتوي أيضا على المجرة NGC 2715 , NGC 2591, و NGC 2748. واحدة من هياكل الغاز يتجه نحو المجرة الصغيرة UGC 4714.

## وصلات خارجية
- NGC 2655 على موقع ويكي سكاي: DSS2, SDSS, GALEX, IRAS, Hydrogen α, X-Ray, Astrophoto, Sky Map, Articles and images